# Кланг, Матиаш
Матиаш Кланг (чеш. Matyáš Klang; род. 7 июня 1991, Прага) — чешский гребец, выступающий за сборную Чехии по академической гребле с 2008 года. Обладатель серебряной и бронзовой медалей чемпионатов Европы, победитель и призёр первенств национального значения, участник летних Олимпийских игр в Лондоне.

## Биография
Матиаш Кланг родился 7 июня 1991 года в Праге. Проходил подготовку в столичном гребном клубе «Дукла».
Впервые заявил о себе в академической гребле на международном уровне в сезоне 2008 года, когда вошёл в состав чешской национальной сборной и выступил на юниорском мировом первенстве в Оттенсхайме, где в зачёте распашных безрульных четвёрок занял десятое место. Год спустя в безрульных двойках стал восьмым на юниорском мировом первенстве в Брив-ла-Гайард.
В 2010 году показал седьмой результат в восьмёрках на чемпионате Европы в Монтемор-у-Велью.
В 2011 году в программе восьмёрок получил бронзу на этапе Кубка мира в Гамбурге и серебро на молодёжном мировом первенстве в Амстердаме. Помимо этого, был девятым на взрослом чемпионате мира в Бледе и завоевал серебряную медаль на взрослом чемпионате Европы в Пловдиве.
В 2012 году в распашных четвёрках без рулевого одержал победу на Европейской и финальной олимпийской квалификационной регате FISA в Люцерне — тем самым удостоился права защищать честь страны на летних Олимпийских играх в Лондоне. В составе безрульного экипажа-четвёрки, куда также вошли гребцы Милан Брунцвик, Михал Хорват и Якуб Подразил, занял последнее место на предварительном квалификационном этапе и финишировал последним в дополнительном отборочном заезде — с этими результатами в полуфинальную стадию соревнований не вышел. Также в этом сезоне добавил в послужной список бронзовую награду, полученную в восьмёрках на чемпионате Европы в Варезе.
В 2013 году был шестым в восьмёрках на чемпионате Европы в Севилье и в безрульных четвёрках на чемпионате мира в Чхунджу.
В 2014 году в четвёрках без рулевого занял 14-е место на чемпионате мира в Амстердаме.
В 2015 году в той же дисциплине показал 11-й результат на чемпионате Европы в Познани и 17-й результат на чемпионате мира в Эгбелете.
В 2016 году в парных двойках был девятым на чемпионате Европы в Бранденбурге, в рулевых двойках стал 11-м на чемпионате мира в Роттердаме.
На домашнем чемпионате Европы 2017 года в Рачице в парных двойках разместился на 11-й позиции.
В 2018 году в безрульных четвёрках был шестым на чемпионате Европы в Глазго и девятым на чемпионате мира в Пловдиве.
В 2019 году в той же дисциплине стал 13-м на чемпионате Европы в Люцерне, занял 19-е место на чемпионате мира в Оттенсхайме.